# Israel Shipyards

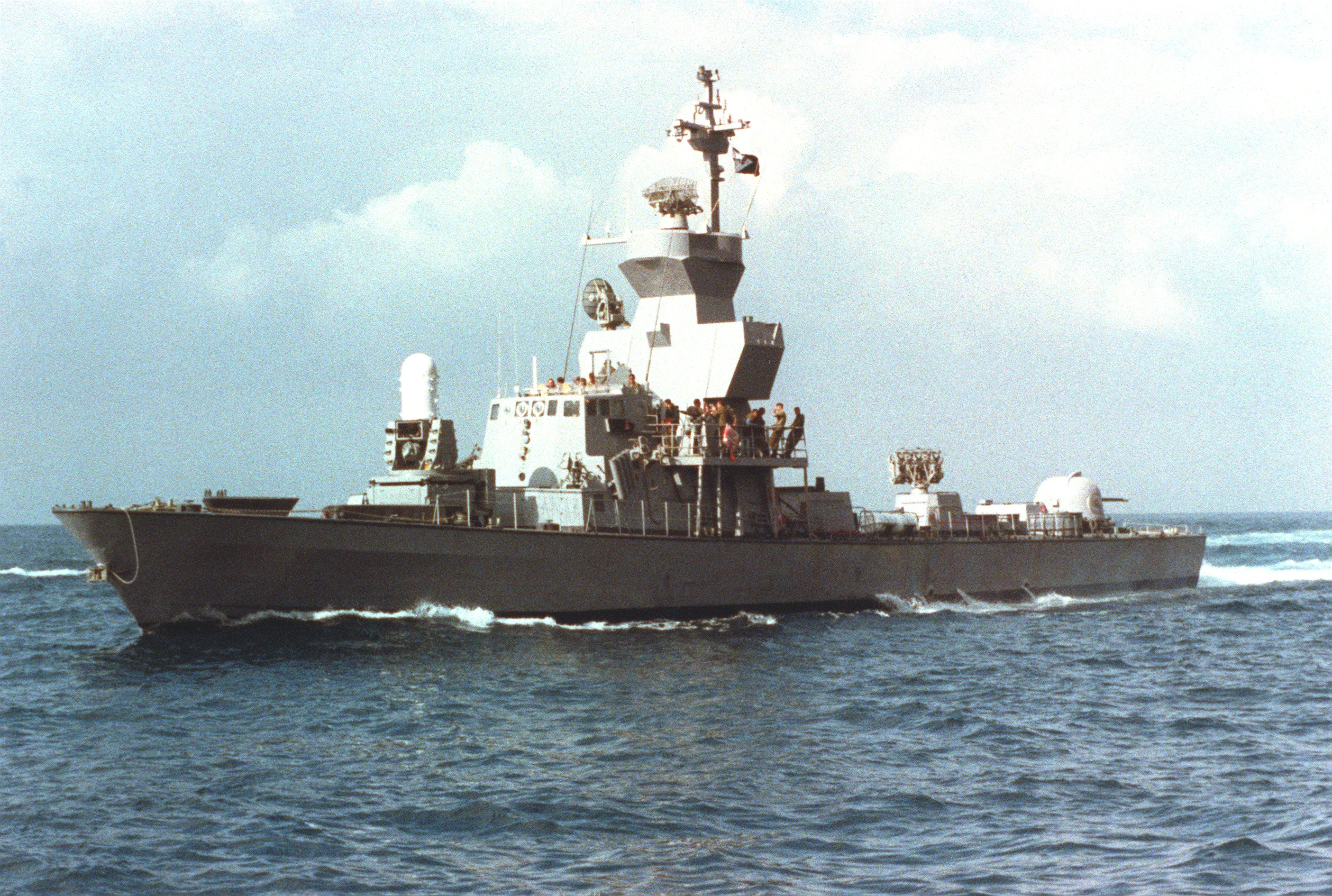

A Estaleiros de Israel é uma das maiores instalações de reparação naval no Mediterrâneo oriental. A empresa também opera o primeira e único porto de propriedade privada em Israel. As instalações da empresa estão localizadas perto de Haifa (parte do complexo do porto de Haifa), e incluem um dique seco flutuante com 20.000 toneladas de capacidade de elevação e um cais com 900 metros de comprimento e 12 metros de profundidade de água.